# كومبتون ماكنزي
كومبتون ماكنزي (بالإنجليزية: Compton Mackenzie)‏ (17 يناير 1883 في المملكة المتحدة - 30 نوفمبر 1972، إدنبرة في المملكة المتحدة)؛ كاتِب، سيناريست، سياسي وروائي بريطاني. درس في كلية المجدلية.

## روابط خارجية
- كومبتون ماكنزي على موقع IMDb (الإنجليزية)
- كومبتون ماكنزي على موقع الموسوعة البريطانية (الإنجليزية)
- كومبتون ماكنزي على موقع مونزينجر (الألمانية)
- كومبتون ماكنزي على موقع ميوزك برينز (الإنجليزية)
- كومبتون ماكنزي على موقع إن إن دي بي (الإنجليزية)
- كومبتون ماكنزي على موقع قاعدة بيانات الفيلم (الإنجليزية)